# 加州消防局
加州消防局（英語：California Department of Forestry and Fire Protection），簡稱 CalFire 是美國加州的消防局部門，負責保障州内310萬英畝（1,300萬公頃）的地方，包括所有公有和私有的森林。此外，該部門也為州内的大部分郡（全州58中36個）提供消防服務。該部門現時由 Joe Tyler 管理，他是加州州長加文·紐森在2022年3月4日任命的。

## 運作
加州消防局最主要的運作，就是在該州的範圍避免和消滅山火。此外，該部門也負責應對其他的天災，例如地震、山泥傾瀉、水災、和化學意外等等。加州消防局有管理8個森林來生產木材、做保育和研究。
加州消防局與加州懲教處 (CDCR) 合作，在每年的44個保育營計劃中，雇用過千位被監禁的消防員。加州的消防局也與加州保育隊互相合作，加強對滅火和森林管理的認知。
加州消防局的車輛，均由位於戴維斯的寫字樓負責管理。

## 註腳
1. ↑  屬於 Inmates, Wards, Conservation Corps 的成員
2. ↑  這些森林在英文的名字（直译：示範洲際森林），意思是消防局使用這些森林來做示範，並用其來做教育材料